# Hessischer Rundfunk
Гессенское радио (нем. Hessischer Rundfunk, hr) — некоммерческое государственное учреждение с правом самоуправления, существующее с 1945 года.

## Телевещательная деятельность учреждения
Учреждение ведёт или вело:
- с 1956 года — вещание по немецкой 1-й телепрограмме[9] в Германии (телепрограмме «Даз Эрсте» («Das Erste»)) (совместно с вещательными организациями других земель);
- в 1958-1993 гг. — гессенские местные передачи по немецкой 1-й телепрограмме («хр фор ахт им Эрсте» («hr vor acht im Erste»));
- с 1 июня 1961 года до 31 марта 1963 года — вещание по немецкой 2-й телепрограмме[10] (совместно вещательными организациями других земель);
- с 5 октября 1964 года — вещание по гессенской 3-й телепрограмме (телепрограмме «ХР Фернзеен» («hr fernsehen»));
- с 1 декабря 1993 года — вещание по международной[11] телепрограмме «3 Зат» («3sat») (совместно с вещательными организациями других земель, Вторым германским телевидением и Швейцарским обществом радиовещания и телевидения);
- с 29 марта 1986 года — вещание по международной телепрограмме «Арте» («Arte») (совместно с вещательными организациями других земель, Вторым германским телевидением, компанией «Арте Франс» и группой экономических интересов «Арте»), до 30 ноября 1993 года называвшейся «АйнсПлюс»;
- с 30 августа 1997 года — вещание по немецкой информационной телепрограмме «Тагессшау 24» («tagesschau24») (совместно с вещательными организациями других земель), до 30 апреля 2012 года называвшейся «АнйсЭстра» (EinsExtra);
- с 30 августа 1997 года — вещание по немецкой молодёжной телепрограмме «Ван» («One») (совместно с вещательными организациями других земель), до 3 сентября 2016 года называвшейся «АйнсФестиваль» (EinsFestival);
- с 1 января 1997 года — вещание по немецкой детской телепрограмме «КИКА» («KiKA») (совместно с вещательными организациями других земель и Вторым германским телевидением);
- с 7 апреля 1997 года — вещание по немецкой парламентской телепрограмме «Феникс» («Phoenix») (совместно с вещательными организациями других земель и Вторым германским телевидением);
- рубрику «Биржи» телетекста 1-й программы «АРД-Текст» («ARD-Text»), до 2000 года - совместного телетекста 1-й и 2-й программ «Видеотекст» («Videotext»);
- телетекст гессенской 3-й программы «ХР-текст» («hr-text»);
- поставку материалов для передачи прочих рубрик телетекста 1-й программы.

## Радиовещательная деятельность учреждения
Учреждение ведёт или вело:
- с момента его основания — вещание по гессенской 1-й (информационной, общественно-политической и художественной) радиопрограмме (радиопрограмме «ХР 1» (hr1)), звучащей на ультракоротких волнах;
- с 1950 года — вещание по гессенской 2-й (информационной и художественной) радиопрограмме (радиопрограмме «хр 2 культур» (hr2-kultur)), звучащей на ультракоротких волнах;
- с 23 апреля 1972 года — вещание по гессенской 3-й (информационно-музыкальной) радиопрограмме (радиопрограмме «ХР 3» (hr3)), звучащей на ультракоротких волнах;
- с 6 октября 1986 года — вещание по гессенской 4-й (музыкальной) радиопрограмме (радиопрограмме «хр 4» (hr4)), звучащей на ультракоротких волнах;
- с 5 января 1998 года до 30 июня 2003 года и с 30 августа 2004 года — вещание по гессенской информационной радиопрограмме (с 5 января 1998 года до 4 февраля 2001 года «хр 1 плюс» (hr1 plus), с 4 февраля 2001 до 30 июня 2003 года - «хр хронос» (hr-chronos), с 30 августа 2004 года — «хр инфо» (hr-info)), звучащей на ультракоротких волнах в её крупных городах, до 1 января 2010 года в во всех её населённых пунктах на средних волнах;
- с 1 января 2004 года — вещание по гессенской молодёжной радиопрограмме (радиопрограмме «Ю ФМ» (You FM)), звучащей на ультракоротких волнах в её крупных городах;

## Деятельность учреждения в Интернете
Учреждение ведёт в Интернете:
- сайт «hessenschau.de»;
- страницу «Биржи» сайта «ard.de»;
- страница «hr» на сайте «youtube.com»;
- страница «hr» на сайте «facebook.com»;
- страница «hr» на сайте «twitter.com».

Учреждение поставляет материалы для:
- Ведения страницы «Новости» сайта «ард.де»;
- Ведения сайта «тагессшау.де»;
- С 30 сентября 2016 года для ведения сайта «функ.нет»;
- Ведения страницы «Тагесшау» на сайте «youtube.com»;
- Ведения страницы «Тагесшау» на сайте «facebook.com»;
- Ведения страницы «Тагесшау» на сайте «twitter.com».

## Учредители
Учредителем организации является земля Германии Гессен.

## Руководство
Руководство учреждением осуществляют:
- Совет Гессенского радио (hr-rundfunkrat), 5 членов которого избираются ландтагом Гессена, 1 — правительством земли Гессен (которым в данный момент является министр по федеральным и европейским делам Гессена) и 25 — массовыми организациями;
- правление (Verwaltungsrat), назначавшееся Советом Гессенского радио;
- директор (Intendant), назначавшийся Советом Гессенского радио.

## Подразделения
- Юридическая дирекция (Juristische Direktion)
- Дирекция телевидения (Fernsehdirektion)
  - Отдел новостей
  - Отдел общественно-политических программ
  - Отдел спорта
  - Отдел экономики
  - Отдел культуры и науки
  - Отдел детских программ
  - Отдел развлекательных программ
  - Отдел документальных фильмов
- Дирекция радиовещания (Hörfunkdirektion)[12]
  - Отдел hr 1/hr 4
    - Редакция hr 1
    - Редакция hr 4
    - Музыкальная редакция

  - Отдел hr 2 kultur
  - Отдел hr 3/You FM
    - Редакция hr 3
    - Редакция You FM
    - Музыкальная редакция

  - Отдел hr info
  - Музыкальный отдел
    - Оркестр гессенского радио (hr-Sinfonieorchester)
    - Биг бэнд hr (hr-Bigband).
- Заграничные студии в:
  - Вашингтоне (совместная с BR, MDR, NDR, SWR, WDR)
  - Лос-Анджелесе
  - Мадриде (совместная с SWR)
  - Нью-Дели (совместная с MDR, NDR, WDR)
  - Рабате
- Производственная дирекция (Betriebsdirektion)
- На правах подразделений Центрально-Германского радио действуют часть местных бюро организации по сбору абонемента «АРД ЦДФ Дойчландрадио Байтрагссервис» (ARD ZDF Deutschlandradio Beitragsservice) расположенные на территории земли Гессен.

## Финансирование
В среднем 86% расходов покрывается за счёт абонемента (Rundfunkgebühr), собираемого организацией «АРД ЦДФ Дойчландрадио Байтрагссервис» со всех немецких граждан и иностранцев, постоянно проживающих на территории Германии, владеющих радиоприёмников и (или) телевизоров,  после чего собранные средства разделяется между АРД, ЦДФ и «Дойчландрадио», а затем уже внутри АРД разделяются между вещательными организациями отдельных земель, в среднем 2% - за счёт доходов от продажи рекламного времени в 1-й телепрограмме компанией «АРД Вербунг сэйлс энд сервисес» и рекламного времени в радиопрограммах компанией «АС энд С Радио».

## Профсоюзы
Работники Гессенского вещания образуют Гессенский вещательный союз Объединённого профсоюза работников сферы услуг (ver.di Senderverband Hessen).

## Членство
C 1952 года учреждение является членом международной организации «Европейский союз радиовещания».

## Активы
- программный радиотелецентр во Франкфурте-на-Майне (Funkhaus Frankfurt);
- (Округ Гиссен)
  - Передатчик Биденкопфа (Sender Biedenkopf) (с 1962), рядом с городом Марбург — охватывает вещанием западную часть округа
  - Передатчик Марбурга (Sender Marburg) (с 1956) — охватывает вещанием восточную часть округа
- (Округ Дармштадт)
  - Передатчик Гроссен-Фельдберга (Sendeanlagen auf dem Großen Feldberg) (с 1951 года) — охватывает вещанием западную часть округа (Франкфурт-на-Майне, Висбаден, Оффенбах и др.)
  - Передатчик Хардберга (Sender Hardberg) (с 1988 года, более ранний с 1951 года), рядом с городом Дармштадт — охватывает вещание южную часть округа (Дармштадт и др.)
  - Передатчик Вюрцберга (Sender Würzberg) (с 1951 года), рядом с городом Дармштадт — охватывает вещанием восточную часть округа
- (Округ Кассель)
  - Передатчик Римберга (Sender Rimberg) (с 1966 года)[14][15]
- часть капитала общества с ограниченной ответственностью «Дегето Фильм»  (Degeto Film GmbH);
- часть капитала общества с ограниченной ответственностью «ХР Вербунг» (hr werbung gmbh) - организация осуществляющая продажу рекламного времени между телепередачами и радиопередачами передаваемыми учреждением (координацию продажи рекламного времени осуществляет общество с ограниченной ответственностью  «АРД Медиа» (ARD Media GmbH);
- часть капитала общества с ограниченной ответственностью «ХР Медиа Лиценц- унд Ферлагсгезельшафт» (hr media lizenz- und verlagsgesellschaft mbh) - организация осуществляющая продажу радиоконцертов Гессенского радио на аудионосителях;
- с 1961 года - авторские права на радиоспектакли некоммерческого общества с ограниченной ответственностью «Имперское радио».

## Передачи
Передачи телепрограммы «Даз Эрсте»
- Репортажи из заграницы выпусков новостей «Тагессшау» и телегазет «Тагестемен» и «Нахтмагацин»;
- Репортажи из заграницы спортивного тележурнала «Шпортшау»;
- Репортажи из заграницы ежедневного тележурнала «АРД-Моргенмагацин»;
- Репортажи из заграницы ежедневного тележурнала «АРД-Миттагсмагацин»;
- «Плюсминус» (plusminus) - еженедельный тележурнал об экономике, выпускается по очереди Баварским радио, Юго-Западным радио, Саарландским радио, Западно-Германским радио, Северо-Германским радио и Центрально-Германским радио;
- «ТТТ - титель, тезэн, темпераменте» (ttt – titel, thesen, temperamente) - еженедельный тележурнал о культуре, выпускается по очереди с Баварским радио, Северо-Германским радио, Западно-Германским радио, Радио Берлина и Бранденбурга и Центрально-Германским радио;
- «Друкфриш» («Druckfrisch») - тележурнал о литературе, выпускается по очереди с Баварским радио, Западно-Германским радио, Северо-Германским радио и Центрально-Германским радио;

Передачи телепрограммы «ХР Фернзеен»
- hessenschau kompakt — короткие новости hr fernsehen в 16.45-17.00, 17.50-18.00 и 22.15-22.30
- hessenschau — информационная программа hr fernsehen, ведётся дикторами и журналистами, повтор в 09.40-10.10
- Tagesschau — информационная программа телеканала Das Erste

Передачи радиопрограммы «ХР 1»
- Известия ежечасно
- hr1-Start — утренняя программа hr1 в 05.00-10.00
- hr1 am Vormittag — дневная программа hr1 в 10.00-12.00
- hr1 am Nachmittag — послеобеденная программа hr1 в 15.00-19.00
- hr1 Lounge — вечерняя программа hr1 в 19.00-00.00
- hr1 am Mittag — информационная программа hr1 в 12.00-15.00

Передачи радиопрограммы «ХР 2»
- Известия несколько раз в день
- Kulturfrühstück — утренняя программа hr2
- Klassikzeit — дневная программа hr2
- Der Tag — информационная программа hr2, до 2004 года — hr1
- ARD-Nachtkonzert — ночная программа hr2-kultur, совместное производство c BR, SWR, WDR, SR, RB, NDR, RBB, MDR

Передачи радиопрограммы «ХР 3»
- Известия ежечасно
- hr3 Morningshow — утренняя программа hr3 в 05.00-09.30
- hr3 am Vormittag — дневная программа hr3 в 09.30-13.30
- hr3 am Nachmittag — послеобеденная программа hr3 в 13.30-17.30
- hr3 am Vorabend — вечерняя программа hr3 в 17.30-20.30
- hr3 am Abend — вечерняя программа hr3 в 20.30-00.00
- ARD-Popnacht — ночная программа hr3 в 00.00-05.00, совместное производство c BR, SWR, WDR, SR, RB, NDR, RBB, MDR

Передачи радиопрограммы «ХР 4»
- Известия ежечасно
- Mein Morgen in Hessen — утренняя программа hr4
- hr4 am Nachmittag — послеобеденная программа hr4
- Musik liegt in der Luft — вечерняя программа hr4
- ARD-Hitnacht — ночная программа hr4, совместное производство c BR, SWR, WDR, SR, RB, NDR, RBB, MDR

Передачи радиопрограммы «ХР Инфо»
- ARD-Infonacht — ночная программа hr-info, совместное производство c BR, SWR, WDR, SR, RB, NDR, RBB, MDR

## Цифровое вещание hr

### Цифровое телевидение hr
Эфирное:
- Региональный мультиплекс ARD в Гессене включает в себя hr fernsehen, BR Fernsehen, SWR Fernsehen, WDR Fernsehen[16]

Спутниковое:
- Транспондер 10891 Гц — hr fernsehen hd, RBB Fernsehen HD, MDR Fernsehen HD[17]
- Транспондер 11836 Гц — hr fernsehen, Das Erste, BR Fernsehen, SWR Fernsehen, WDR Fernsehen
- Транспондер 12266 Гц — hr 1, hr 2 kultur, hr 3, hr 4, You FM, hr info и другие немецкие региональные общественные радиостанции, а также телеканалы SR Fernsehen, BR Alpha[18]

### Цифровое радио hr
- Мультиплекс 7B включает в себя hr1, hr2-kultur, hr3, hr4, hr-info, You FM[19]